# Книга на пророк Йона
Книга на пророк Иона е книга от Стария завет на Библията, петата от книгите на 12-те малки пророци.
Смята се, че е написана в края на V или началото на IV век пр. Хр., и описва живота на пророка Иона, живял по времето на цар Йеровоам II (средата на VIII век пр. Хр.). На Иона е възложено от Бог да пророкува падането на град Ниневия, но той се опитва да избегне това задължение, за което е подложен на поредица изпитания.
Книгата е широко популярна в християнския свят, често използвана в детските истории, а също така е преразкана и в Корана. В юдаизма се чете по време на следобеда на Йом Кипур, за да предизвика размисъл за готовността на Бог да прости на онези, които се каят.
За разлика от другите пророци, книгата на Иоана е почти изцяло повествователна, с изключение на поемата в глава 2. Действителното пророчество срещу Ниневия е споменато само при преминаване през повествованието. Както при всеки добър разказ, историята на Йона има място на развитие, герои, сюжет и теми. Книгата също така разчита на литературни средства като иронията.

## Структура
1. Иона избягва от мисията си
  1. Задачата на Иона и неговото бягство (1:1–3)
  2. Моряците се молят на Бог да избегнат опасността (1:4–6)
  3. Неподчинението на Иона е разкрито (1:7–10)
  4. Наказание на Ион и изкупление (1:11–2:1;2:10)
  5. Неговата молитва за благодарност (2:2–9)
2. Иона изпълнява неохотно своята мислия
  1. Новата мисия на Иона и неговото подчинение (3:1–4)
  2. Покаяното обръщение към Бог на застрашените ниневити (3:4–9)
  3. Покаянието на ниневитите се приема (3:10–4:4)
  4. Изкупление и порицание на Иона (4:5–11)[3]

### Сюжет
Иона е централният герой в книгата. Той получава заръка от Бог до отиде до Ниневия и да пророкува нейното падение заради нечестивоста на жителите и. Въпреки заръката Ион се опитва да избяга от съдбата си като отива до Яфо и решава да плава на кораб до Тарсис. По време на плаването се появява яростна буря и моряците осъзнавайки сериозността на ситуацията започват да се каят пред Бог и теглят жребий за да разберат кой е виновен. Жребият посочва Иона, а и самият той признава вината си и казва, че ако го хвърлят в морето бурята ще престане. Моряците първоначално отказват да го направят, но след като всичките им опити да овладеят ситуацията се провалят, те хвърлят Иона зад борда и молят Бог за прошка. В морето Иона се спасява по чудо като е погълнат от огромна риба (кит) и прекарва в стомаха му три дни и три нощи. Докато е в голямата риба, Йона се моли на Бог и се ангажира да благодари и да плати това, което се е заклел. Тогава Бог заповядва на рибата да изхвърли Иона от стомаха си.
Бог отново командва Иона да отиде в Ниневия и да пророкува срещу жителите и. Този път Иона изпълнява заръката, влиза в града и съобщава, че след 40 дни Ниневия ще падне. След като чуват това, жителите вярват на думите му и започват пости. Царят на Ниневия също се облича във вретище и се кае в пепел, моли се за прошка и обявява пост. Бог вижда молбите на ниневитите и прощава на града. Целият град се смирява и всички жители (включително и животните) се каят в пепел и облечени във вретище.
Огорчен от случващото се Иона споменава за бягството си към Тарсис и че знае, че Бог е милостив и е щял да пощади ниневитите. Тогава той напуска града и си прави заслон за да наблюдава от далече дали градът ще бъде унищожен и пощаден. Бог прави така, че до Иона израства голямо растение, което го пази от слънцето и му осигурява сянка. По-късно Бог кара червей да прояде корена на растението и то умира, оставяйки Иона под парещото слънце. Това кара Ион да изнемогва и той моли по-скоро да умре от колкото да живее. Тогава получава следния отговор от Бог:
| „ | И рече Бог на Иона: "нима тъй силно се огорчи за растението?" Той рече: „твърде се огорчих, дори до смърт“. Тогава Господ рече: "тебе ти е жал за растението, за което не си се трудил и което не си отглеждал, което в една нощ израсна и в една нощ пропадна. Аз ли да не пожаля Ниневия, тоя голям град, в който има повече от сто и двайсет хиляди души, които не могат да различат дясна ръка от лява, - и много добитък?" | “ |

([Книга на пророк Иона 4:-11])